# 傾國傾城慾海花
《傾國傾城慾海花》是一套1953年法國-義大利合拍的古裝劇情片，瑪丁·嘉露和柏杜勞·雅曼德列治主演。此片改編自德國編劇艾佛雷多·謝羅考的一本小說，由克里斯蒂安-雅克導演，他也同塞西爾·聖-勞倫和賈克·希古一起合作撰寫了劇本。主要講述義大利文藝復興時期波吉亞家族的故事。
電影曾於1954年在香港上映，2009年5月26日在美國發行DVD。

## 演員表
- 瑪丁·嘉露（英语：Martine Carol） - 盧克雷齊亞·波吉亞
- 柏杜勞·雅曼德列治（英语：Pedro Armendáriz） - 切薩雷·波吉亞
- 馬西莫·賽納度（英语：Massimo Serato） - 亞拉岡的阿方索
- 范倫婷·戴茜兒（英语：Valentine Tessier） - 茱莉·法爾內塞
- 路易·賽涅（英语：Louis Seigner） - 魔法師（預言家）
- 阿諾爾多·弗阿 - 米歇萊度
- 克里斯丁·馬爾況（英语：Christian Marquand） - 帕奧羅
- 塔妮亞·菲杜（英语：Tania Fédor） - 范娜
- 喬治·藍尼（英语：Georges Lannes） - 大使
- 莫里斯·何內（英语：Maurice Ronet） - 佩諾

## 外部連結
- 互联网电影数据库（IMDb）上《傾國傾城慾海花》的资料（英文）
- AllMovie上《傾國傾城慾海花》的资料（英文）
- 法國電影網上《傾國傾城慾海花 （页面存档备份，存于） 》的資料 （英文）